# 比索斑皿蛛
比索斑皿蛛（学名：Lepthyphantes biseulsanensis）为皿蛛科斑皿蛛属的动物。在中国大陆，分布于辽宁等地。